# I nuovi mostri
I nuovi mostri is een Italiaanse filmkomedie uit 1977 onder regie van Mario Monicelli, Dino Risi en Ettore Scola.

## Verhaal
De bestaat uit een reeks segmenten die de misstanden in de Italiaanse middenklasse aankaarten in de jaren '70.

## Rolverdeling
- Vittorio Gassman: Kardinaal / ober / echtgenoot / commissaris / familiehoofd
- Ornella Muti: Lifter / stewardess
- Alberto Sordi: Prins / zoon / acteur
- Ugo Tognazzi: Echtgenoot / kok / zoon